# Palacio de Camposagrado (Langreo)

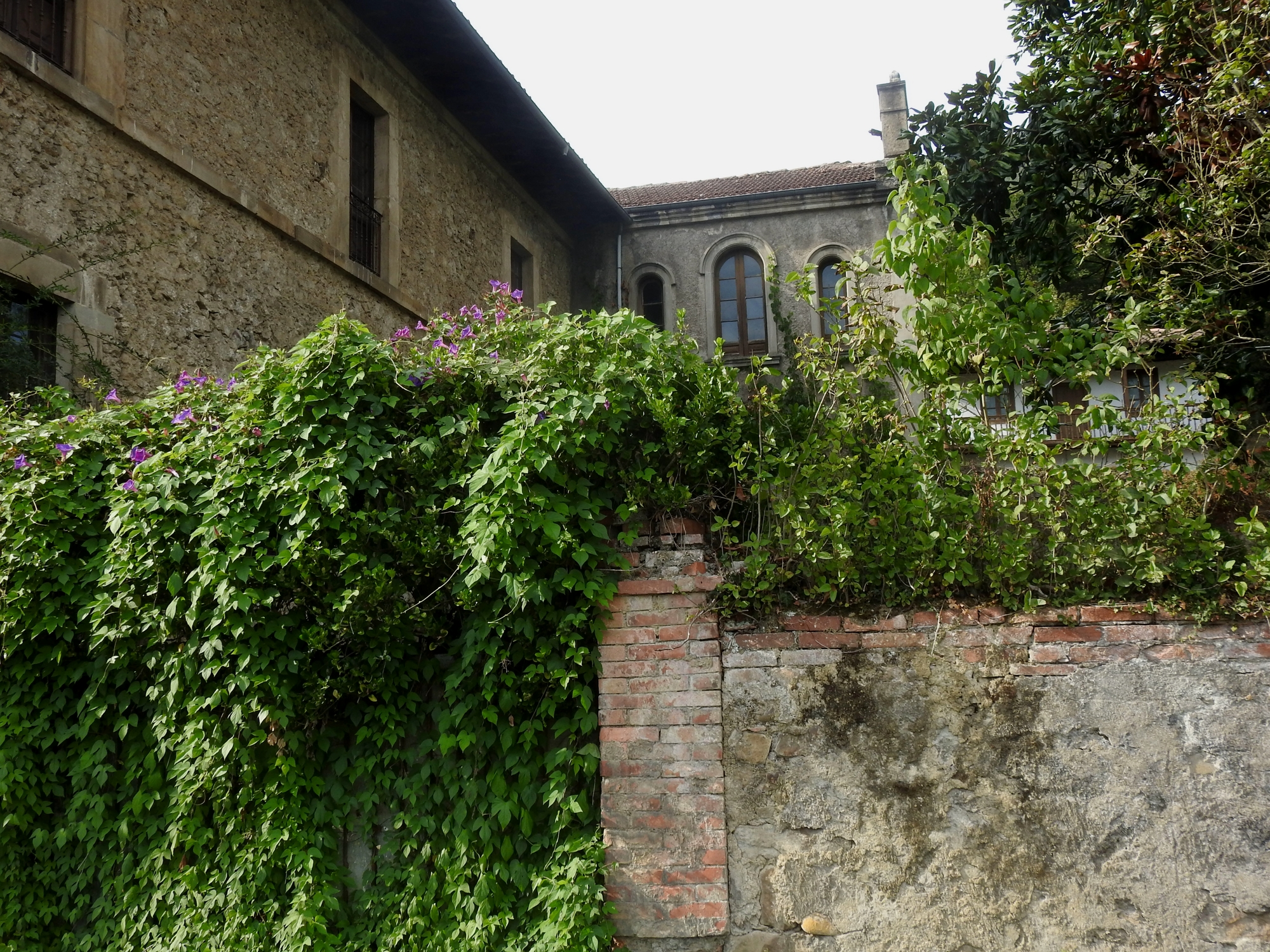
Detalle del muro lateral del Palacio de Camposagrado en Langreo.

El Palacio del Marqués de Campo Sagrado de Langreo es un antiguo palacio, torre e iglesia del linaje de los Bernaldo de Quirós, ubicado en Villa, en el concejo asturiano de Langreo (España)

## Orígenes
El marquesado de Campo Santo está relacionado con la familia Bernaldo de Quirós. Cuando le fue concedido por Felipe IV a su representante, Gutierre Bernaldo de Quirós, el marquesado integraba cuatro ramas principales. Y una de ellas tenía su origen -y presencia- en Langreo. La amplitud de la geneaología de la familia contribuye a explicar que existan en Asturias -además del de Langreo- varios palacios denominados de Camposagrado por haber pertenecido al marquesado. Pueden citarse como palacios conocidos como "Camposagrado" un palacio de Avilés, un palacio de Oviedo, un palacio de Mieres y un palacio de Siero.
La rama de los Bernaldo de Quirós vinculada a Langreo conocida como la línea de casa de Villa. Esta rama tiene su centro territorial en Villa, que es donde está su palacio. Villa está situada en la parroquia de Riaño, Langreo.
El palacio de Villa de Langreo, conocido frecuentemente como palacio de Camposagrado de Langreo, y el conjunto del que forma parte, tiene su origen básicamente en los siglo XVII y XVIII. Con toda probabilidad las edificaciones actuales partieron de unas construcciones precedentes.

## Descripción

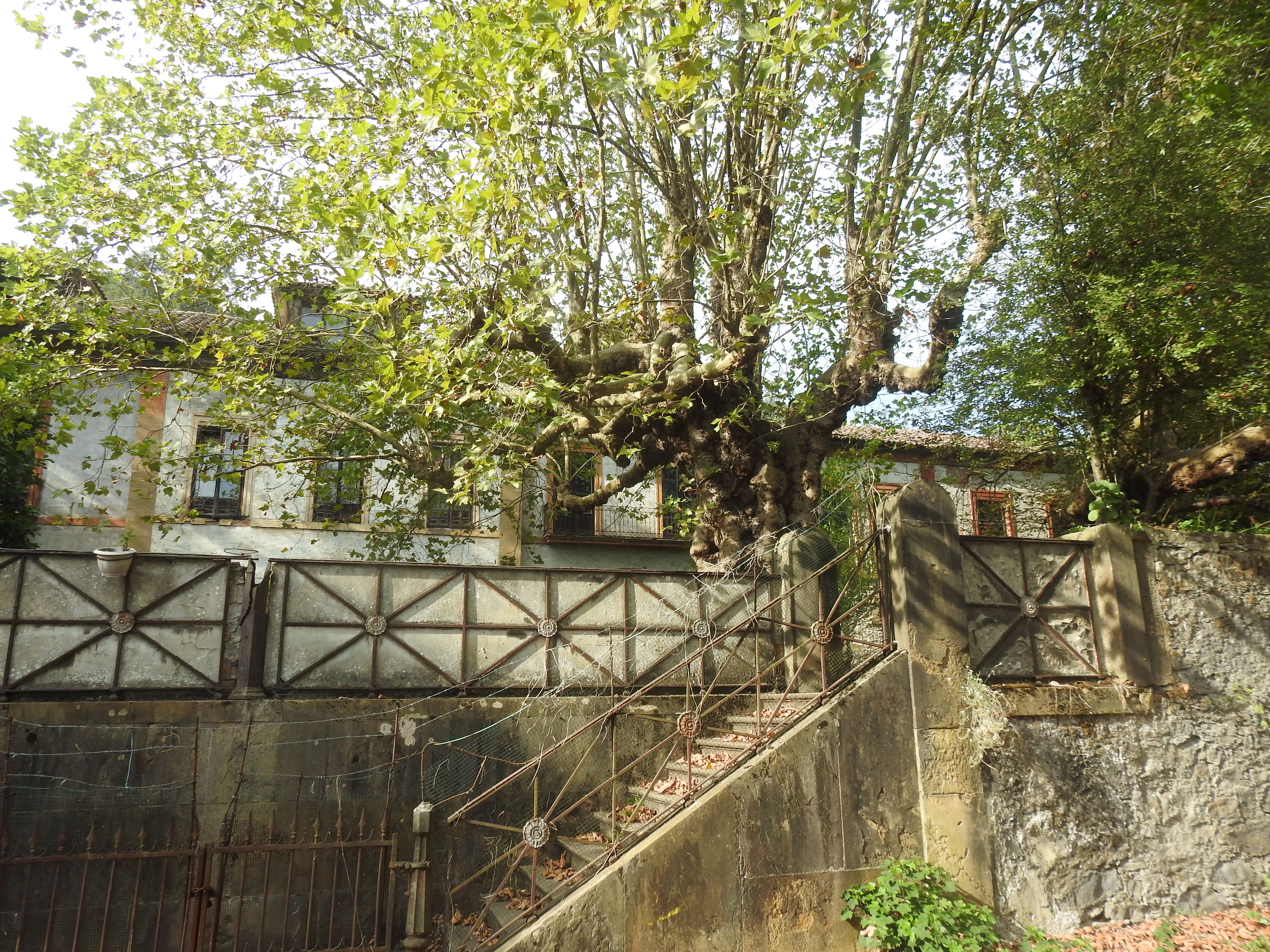
Palacio de Camposagrado, Langreo, Asturias. Escalera de acceso de una entrada lateral.

La casa, antiguo solar de los Bemaldo de Quirós, se asienta sobre un talud explanado. Tiene dos alturas separadas por imposta de sillería y una planta bajo cubierta con amplio balcón abuhardillado, al Sur.
Las fachadas tienen diferente tratamiento: La principal, lateral, es de piedra vista con dos plantas; la fachada visible desde la carretera, de mampostería de arenisca revocada, tiene tres plantas con balcones alargados enmarcados por sillares y cadenas esquineras bien talladas.
Cuenta con una capilla adosada muy remozada por obras posteriores, que está dedicada a San Cristóbal y cuenta con una bóveda de ojiva y numerosas piezas de arte.
Las distintas dependencias aparecen distribuidas formando un ángulo recto, en el frente se alinean viejos edificios de piedra con muros de ladrillos en su parte alta y decorados con vanos de dintel curvo donde están las cuadras, almacenes y diversos servicios.
De manera exenta se encuentra una torre, la Torre de Villa, un edificio cuya función no se conoce con exactitud, y construido en el siglo XIX. 

## Otros aspectos
El Palacio y la Torre fueron declarados Bien de Interés Cultural en 1995, aunque de forma separada e independiente. No obstante, la tramitación de los expedientes para la declaración se hizo de forma paralela. La incoación de ambos se produjo a finales de 1984, dictándose la resolución algo más de diez años después, en 1995.
Su última inquilina fue Maria Bernardo de Quiros, Marquesa de Castel Bravo y Dama de la Real Maestranza de Granada, hija del marqués de Camposagrado, quien falleció en Madrid a los 104. Residía durante seis meses al año en el palacio, donde se celebró su funeral y donde reposan sus restos. En 2022 el palacio se puso a la venta.